# Craig Wolanin
Craig Wolanin (ur. 27 lipca 1967 roku w Grosse Pointe w stanie Michigan w USA) – amerykański hokeista na lodzie.

## Kariera zawodnicza
W latach 1985–1998 występował w lidze NHL na pozycji obrońcy. Wybrany z numerem (3) w pierwszej rundzie draftu NHL w 1985 roku przez New Jersey Devils. Grał w drużynach: New Jersey Devils, Quebec Nordiques, Colorado Avalanche, Tampa Bay Lightning oraz Toronto Maple Leafs. W 1996 roku z drużyną Colorado Avalanche zdobył Puchar Stanleya.
W sezonach zasadniczych NHL rozegrał łącznie 695 spotkań, w których strzelił 40 bramek oraz zaliczył 133 asysty. W klasyfikacji kanadyjskiej zdobył więc razem 173 punkty. 894 minuty spędził na ławce kar. W play-offach NHL brał udział 4-krotnie. Rozegrał w nich łącznie 35 spotkań, w których strzelił 4 bramki oraz zaliczył 6 asyst, co w klasyfikacji kanadyjskiej daje razem - 10 punktów. 67 minut spędził na ławce kar.